# Amp Futbol Cup 2017
Amp Futbol Cup 2017 – szósta edycja międzynarodowego ampfutbolowego turnieju piłkarskiego, która odbyła się w Warszawie 24 i 25 czerwca 2017 na stadionie DOSiR przy ul. Kawęczyńskiej 44. Jego zwycięzcą została reprezentacja Anglii, która pokonała w finale Polskę 1-0 Trzecie miejsce zdobyła Japonia.
Najlepszym piłkarzem ogłoszono Hiro Kayashimę z Japonii. Nagrodę fair play zdobyła Grecja.

## Uczestnicy

### Klasyfikacja końcowa
| Miejsce                        | Reprezentacja | Punkty | Mecze | Zwycięstwa | Remisy | Porażki | Br+ | Br- | +/− |
| ------------------------------ | ------------- | ------ | ----- | ---------- | ------ | ------- | --- | --- | --- |
| złoto                          | Anglia        | 12     | 4     | 4          | 0      | 0       | 10  | 0   | +10 |
| srebro                         | Polska        | 9      | 4     | 3          | 0      | 1       | 21  | 3   | +18 |
| brąz                           | Japonia       | 6      | 4     | 2          | 0      | 2       | 16  | 10  | +6  |
| 4.                             | Irlandia      | 3      | 4     | 1          | 0      | 3       | 3   | 9   | -6  |
| Wyeliminowane w fazie grupowej |               |        |       |            |        |         |     |     |     |
| 5.                             | Francja       | 3      | 3     | 1          | 0      | 2       | 4   | 4   | 0   |
| 6.                             | Grecja        | 0      | 3     | 0          | 0      | 3       | 0   | 28  | -28 |

## Mecze

### Faza grupowa

#### Grupa A
| 24 czerwca 2017 11:30 | Polska · Krystian Kapłon 13' · Bartosz Łastowski 23', 27' · Jakub Kożuch 25+1', 43' · Tomasz Miś 40' | 6:1(3:0) | Japonia | DOSiR, ul. Kawęczyńska 44, Warszawa |
|                       | |          |         |                                     |

| 24 czerwca 2017 15:00 | Japonia | 13:0 | Grecja | DOSiR, ul. Kawęczyńska 44, Warszawa |
|                       |         |      |        |                                     |

| 24 czerwca 2017 18:30 | Polska | 11:0 | Grecja | DOSiR, ul. Kawęczyńska 44, Warszawa |
|                       |        |      |        |                                     |

| Zespół  | Pkt | M | W | R | P | Br+ | Br− | +/− |
| ------- | --- | - | - | - | - | --- | --- | --- |
| Polska  | 6   | 2 | 2 | 0 | 0 | 17  | 1   | +16 |
| Japonia | 3   | 2 | 1 | 0 | 1 | 14  | 6   | +8  |
| Grecja  | 0   | 2 | 0 | 0 | 2 | 0   | 24  | -24 |

#### Grupa B
| 24 czerwca 2017 12:45 | Francja | 0:2 | Anglia | DOSiR, ul. Kawęczyńska 44, Warszawa |
|                       |         |     |        |                                     |

| 24 czerwca 2017 16:15 | Irlandia | 2:0 | Francja | DOSiR, ul. Kawęczyńska 44, Warszawa |
|                       |          |     |         |                                     |

| 24 czerwca 2017 19:45 | Irlandia | 0:3 | Anglia | DOSiR, ul. Kawęczyńska 44, Warszawa |
|                       |          |     |        |                                     |

| Zespół   | Pkt | M | W | R | P | Br+ | Br− | +/− |
| -------- | --- | - | - | - | - | --- | --- | --- |
| Anglia   | 6   | 2 | 2 | 0 | 0 | 5   | 0   | +5  |
| Irlandia | 3   | 2 | 1 | 0 | 1 | 2   | 3   | -1  |
| Francja  | 0   | 2 | 0 | 0 | 2 | 0   | 4   | -4  |

### Faza finałowa

#### Drabinka
|  | Półfinały | Półfinały | Półfinały |  |  | Finał      | Finał      | Finał      |
|  |           |           |           |  |  |            |            |            |
|  | B1        | Anglia    | 4         |  |  |            |            |            |
|  | A2        | Japonia   | 0         |  |  |            |            |            |
|  |           |           |           |  |  |            | Anglia     | 1          |
|  |           |           |           |  |  |            | Polska     | 0          |
|  | A1        | Polska    | 4         |  |  |            |            |            |
|  | B2        | Irlandia  | 1         |  |  | Mały finał | Mały finał | Mały finał |
|  |           |           |           |  |  |            |            |            |
|  |           |           |           |  |  |            | Japonia    | 2          |
|  |           |           |           |  |  |            | Irlandia   | 0          |

### Półfinały
| 25 czerwca 2017 10:00 | Anglia | 4:0 | Japonia | DOSiR, ul. Kawęczyńska 44, Warszawa |
|                       |        |     |         |                                     |

| 25 czerwca 2017 11:30 | Polska | 4:1 | Irlandia | DOSiR, ul. Kawęczyńska 44, Warszawa |
|                       |        |     |          |                                     |

### Mecz o piąte miejsce
| 25 czerwca 2017 13:00 | Francja | 5:0 | Grecja | DOSiR, ul. Kawęczyńska 44, Warszawa |
|                       |         |     |        |                                     |

### Mecz o trzecie miejsce
| 25 czerwca 2017 14:30 | Japonia | 2:0 | Irlandia | DOSiR, ul. Kawęczyńska 44, Warszawa |
|                       |         |     |          |                                     |

### Finał
| 25 czerwca 2017 17:00 | Anglia · Lee Dobson 33' | 1:0 | Polska | DOSiR, ul. Kawęczyńska 44, Warszawa |
|                       |                         |     |        |                                     |